# 朱申鑿
蜀惠王朱申鑿（1458年7月18日—1493年10月9日），明朝第七代蜀王，定王朱友垓庶第三子，母次妃王氏。

## 生平
成化七年（1471年）三月初一日受封通江王，成化八年（1472年），因长兄蜀怀王朱申鈘无嗣而终，朱申鑿获进封为蜀王。他长于诗文，著有《惠园集》。弘治六年（1493年）八月二十九日去世，在位二十二年，享年三十五歲。一年後的弘治七年（1494年）十二月其子昭王朱賓瀚嗣位。

## 家庭

### 妻
- 妃陸氏
- 妃梁氏

### 子
- 蜀昭王朱賓瀚

### 女
- 峨眉郡主[4]

## 壙誌
[誌蓋]
大明蜀惠王壙誌

[誌文]

王讳申鑿，蜀定王之子也，母王氏。天顺三年六月十九日庶生，成化七年三月初一日册封通江王，八年五月二十八日进封为蜀王，弘治六年八月二十九日以疾薨，享年三十五。妃陆氏，西城兵马指挥升之女；继妃梁氏，南城兵马指挥善之女。子一人，封蜀世子。女一人。讣闻，上辍视朝三日，遣官赐祭，谥曰惠。命有司治丧葬如制，圣慈仁寿皇太后、皇太后及在京亲王文武衙门皆致祭焉。以弘治八年正月初一日葬于芳山之原。惟王宗室至亲，享有大国，宜永寿年，夫何一疾遽至不起，岂非命耶？爰述其概，纳诸幽宫，用垂不朽云。